# 565
565(오백육십오)는 564보다 크고 566보다 작은 자연수다.

## 수학
- 합성수로, 그 약수는 1, 5, 113, 565다. 진약수의 합은 119이므로, 565는 부족수다.
- 회문수다.
- 피타고라스 삼조의 빗변의 길이이다.
  - {\displaystyle 276^{2}+493^{2}=565^{2}}[a]
  - {\displaystyle 396^{2}+403^{2}=565^{2}}[b]
- {\displaystyle 565=181+191+193}
  - 연속하는 세 소수(素數)의 합으로 나타낼 수 있으며, 이 성질을 지닌 앞의 수는 551, 다음 수는 581이다.
- {\displaystyle 565=6^{2}+23^{2}=9^{2}+22^{2}}
  - 서로 다른 두 자연수의 제곱합으로 나타내는 방법이 두 가지인 수다.
- {\displaystyle 98^{4}-1}은 565로 나누어떨어진다.

## 과학·기술
- NGC 565: 고래자리 방향에 있는 나선은하.
- 유로콥터 AS565 팬서: 유로콥터(이후 에어버스 헬리콥터)에서 제작한 헬리콥터.

## 교통
- 아우토반 565호선(영어판, 독일어판): 독일의 고속도로.
- 현도 제565호선

## 군사
- U-565(영어판, 독일어판): 제2차 세계 대전에 사용된 나치 독일의 군용 잠수함.

## 문화유산
- 대한민국의 보물 제565호: 평택 심복사 석조비로자나불좌상[1]
- 대한민국의 국가등록문화재 제565호: 치도규칙[2]

## 기타
- 연도: 565년, 기원전 565년
- 민법 제565조(해약금)[3]

### 내용주
1. ↑  76,176 + 243,049 = 319,225
2. ↑  156,816 + 162,409 = 319,225

### 참조주
1. ↑  “문화재청”. 2022년 5월 28일에 확인함.
2. ↑  “국가등록문화재 치도규칙 (治道規則) : 국가문화유산포털 - 문화재청”. 2022년 5월 28일에 확인함.
3. ↑  “법령 민법 제565조”. 시행 2021/1/26.